# ヴラド・ツェペシュ
ヴラド3世（Vlad III , 1431年11月10日 - 1476年）、通称ドラキュラ公（Vlad Drăculea） または串刺し公（Vlad Țepeș / トルコ語: Kazıklı Bey）は、15世紀のワラキア公国の君主（ワラキア公）。諸侯の権力が強かったワラキアにあって中央集権化を推し進め、オスマン帝国と対立した。
日本ではしばしばヴラド・ツェペシュと呼ばれるが、「ツェペシュ」は姓でもミドルネームでもなく、「串刺し公」、原義では「串刺しにする者」を意味するルーマニア語の異名、すなわち「ドラキュラ」と同様にニックネームであって、名前は単にヴラドである（呼び名の節を参照）。
ブラム・ストーカーの小説『吸血鬼ドラキュラ』に登場する吸血鬼・ドラキュラ伯爵のモデルの一人として知られる。

## 生涯

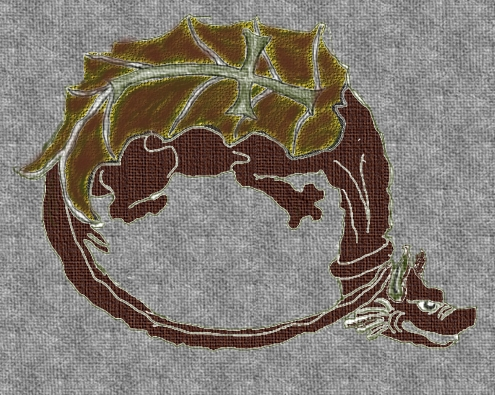
ドラゴン騎士団の紋章

ヴラド3世は1431年（1430年説もある）、トランシルヴァニア地方のシギショアラでバサラブ朝ドラクレシュティ家の祖・ヴラド2世（通称:ドラクル＝竜公、悪魔公とも）の次男として生まれた。この年、父ヴラド2世は神聖ローマ皇帝兼ハンガリー王ジギスムントによってハンガリー王国のドラゴン騎士団の団員に叙任されたため、ドラクルという添え名はこのドラゴン（ドラコ）に由来する。1436年、父がワラキア公となり、バルカン半島へと進出を続けるオスマン帝国に対し、ハンガリーとは緊張関係を孕みつつも共に断続的に交戦した。1444年にヴァルナの戦いでワラキアを含むバルカン半島の諸侯連合軍であるヴァルナ十字軍がオスマン帝国に敗北すると、ワラキアはオスマン帝国に臣従を余儀なくされる。ヴラド3世は、父がオスマン帝国から呼び出しを受けた際に弟のラドゥ美男公とともに抑留され、実質的にオスマン帝国の人質となった。
1447年、ヴラド2世および兄のミルチャが暗殺された。フニャディ・ヤーノシュはダネシュティ家のヴラディスラフ2世（ヴラド3世の又従兄弟）を支持し、これをワラキア公に据えた。これに対し、ヴラド3世はワラキア支配をもくろむオスマン帝国の支援を受け、ヴラディスラフ2世を排除しワラキア公（スラヴ語でヴォイヴォダ (voivode) 、ラテン語ではドゥクス (dux) 、総督）の座に就いたが、2か月でヴラディスラフ2世に公位を奪還され、母方の伯父のボグダン2世が治めるモルダヴィア公国へ亡命した。
1451年、亡命先のモルダヴィアでボグダン2世が暗殺されると、ヴラド3世は従弟のシュテファンと共にトランシルヴァニアに逃れ、フニャディ・ヤーノシュの許に身を寄せた。1456年、オスマン帝国に妥協的な政策をとりはじめたヴラディスラフ2世を疎んじたフニャディ・ヤーノシュの支援を受け、ヴラド3世はヴラディスラフ2世を打倒して再びワラキア公に返り咲いた。ヴラド3世は、ハンガリーと対オスマン同盟を結ぶ一方で、オスマンの要求した6000ドゥカートの貢納金支払いを飲んだことによって、スルタン・メフメト2世から君公として承認された。
1457年にはシュテファン3世を支援して、モルダヴィア公に即位させることに成功した。しかし、まもなくシュテファン3世とはドナウ河口の要衝・キリアの帰属を巡って争うことになった。
1459年、ヴラド3世はワラキア内の大貴族を粛清して権力を掌握し、中央集権化を進め、公の直轄軍を編成した。1460年4月にはヴラディスラフ2世の息子であるダン3世がワラキア公位を狙って亡命先のトランシルヴァニアから侵攻してきたが、これに勝利した。捕えられたダン3世は自身の死刑宣言文を読まされ、自分の墓穴を掘ることを強要された末に斬首された。その後、ヴラド3世はダン3世に加担したブラショヴに制裁を加えるためトランシルヴァニアに侵攻した。この戦いの結果、賠償金の支払いや、ワラキアがオスマン帝国やモルダヴィアから攻撃された際には援軍を送ること等ヴラド3世に有利な条項を含んだ平和協約を締結した。
ヴラド3世は、オスマン帝国への貢納が1万ドゥカートに引き上げられたのを機に拒否する。オスマン帝国がワラキア公国に使者を派遣して貢納を要求すると、ヴラドは使者を生きたまま串刺し刑にする。これについてヴラド3世は、無礼があったためと釈明した。その後、メフメト2世は大軍を率いてワラキアに何度か侵攻したが、兵力に劣るヴラド3世はゲリラ戦と焦土作戦でもって激しく抵抗し、その都度撃退する。
1462年のトゥルゴヴィシュテの戦いでヴラド3世は、メフメト2世の首を標的とした夜襲をワラキアの首都トゥルゴヴィシュテ城外に敢行してオスマン帝国軍とその先兵であるブルガリア兵を2万人を串刺しにして殺害したという。しかし、イェニチェリの激しい抵抗にあってメフメト2世を殺すことはできなかった。その後、入城したメフメト2世を待っていたのは、ヴラド3世による大量のオスマン帝国兵の串刺しの林であり、それを見て戦意を失ったメフメト2世は、陣中に疫病が発生したこともあってワラキアから撤退した。
同年、オスマン帝国はワラキアに残留させたラドゥ美男公を支援し、厭戦気分を深めていた貴族たちを糾合してヴラドの追い落としに成功する。ヴラドはトランシルヴァニアに落ち延びたが、ハンガリー王マーチャーシュ1世（フニャディ・ヤーノシュの子）にオスマン帝国に協力したという罪状で捕らえられ、幽閉の身となる。この幽閉は、カトリック王としての（対オスマン十字軍の先駆となるべき）体面とオスマン帝国と矛を構えたくない実情との軋轢から、対オスマンの旗印であったヴラドを貶めるためのものと考えられている。なお、この頃に最初の妻がポエナリ城の塔から投身自殺した。ちなみに、フランシス・フォード・コッポラの映画『ドラキュラ』（1992年）では、この事件をヴラドが反キリストの吸血鬼となったきっかけとしている。
1474年、ヴラド3世は12年間におよぶ幽閉から釈放された。この間、カトリック教国からの支援を得ようとして正教会からカトリックに改宗し、マーチャーシュ王の妹と結婚したが、この改宗によって正教徒中心であったワラキアの民衆の人心を失った。1476年、ヴラド3世はトランシルヴァニア軍を率いてワラキアに進軍し、ダネシュティ家のバサラブ3世ライオタを追放して三たび公位に返り咲く。遅れてシュテファン3世のモルダヴィア軍も到着したが、まもなく連合軍の大半は自国の事情によって帰還してしまい、手元にはシュテファン3世が残したモルダヴィア兵200人を有するのみとなった。同年（1477年説もある）、現在のブカレスト近郊でオスマン帝国と戦って戦死する。ヴラドの死には不明なところが多く、一説には、ヴラドに敵対するワラキア貴族による暗殺ともいわれる。オスマン帝国軍は、ヴラドの首を塩漬けにしてコンスタンティノープルに持ち帰り晒したという。ヴラドの遺体はスナゴヴの修道院に葬られたとされる。

## 呼び名
日本語においては「串刺し公」を意味する「ツェペシュ」を音訳で用い、ヴラド・ツェペシュと呼ばれることが多い。存命時はむしろ「ツェペシュ」よりも「ドラキュラ」というニックネームの方が多く用いられたのではないかといわれる。本人筆と思われるサインにも「ヴラド・ドラキュラ」（正確にはラテン語表記でWladislaus Drakulya、ヴラディスラウス・ドラクリヤ）と書かれたものが存在するため、ドラキュラというニックネームは本人も好んで使用していたと推測されている。

### 串刺し公の由来

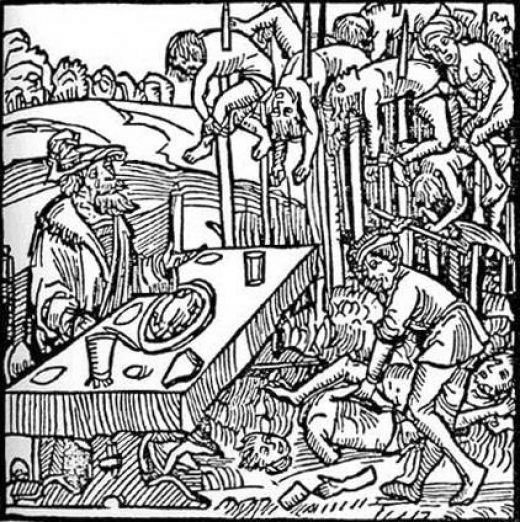
ヴラド公の串刺しの様子

トランシルヴァニアやモルダヴィアとは複雑な関係であり、ワラキア領内での粛清も多く、ヴラドはオスマン帝国軍のみならず自国の貴族や民も数多く串刺しにして処刑したと伝えられる。串刺し刑はこの時代のキリスト教国、イスラム教国のいずれにおいても珍しいものではなかったが、あくまで重罪を犯した農民に限られた。しかしヴラドの特殊性は、反逆者はたとえ貴族であっても串刺しに処したところにある。通常、貴族の処刑は斬首によって行われるが、あえて串刺しという最も卑しい刑罰を課すことで、君主の権威の絶対性を表そうとしたと考えられている。
ヴラドを串刺し公と最初に呼んだのは、1460年ごろヴラドの串刺しを目の当たりにしたオスマン帝国の兵士であり、トルコ語で「カズィクル・ベイ」（カズィクルは串刺し、ベイは君主）という。このカズィクル・ベイのルーマニア語訳がツェペシュである。また、今日の異常者というイメージは後述するハンガリーによるプロパガンダの影響が大きい。

### ドラキュラ公の由来
ドラキュラとは、ドラゴンの息子、つまり小竜公とでもいうような意味である。父ヴラド2世がドラクル（Dracul=ドラゴン公）と呼ばれたことに由来する。現地の言葉で"a"を語尾に付加することで「〜に属する」または「〜の子」という意味を持ち、単純にドラクル公の息子ゆえにドラクレア（Drăculea　英語：Dracula=ドラキュラ）公と呼ばれた。
父ヴラド2世はジギスムント帝によりハンガリー王国のドラゴン騎士団の団員に任じられたことでドラクルと呼ばれたが、聖書、特に新約聖書では悪魔サタンは蛇、ドラゴンとして描かれることが多く、ドラゴンと悪魔は同一視されることも多かったため、後世では「ドラゴン公」であるはずの「ドラクル」は「悪魔公」と解釈され、「ドラキュラ公」であるヴラド3世は「悪魔の子」という不名誉な見方をされるに至った。これは父ドラクルが初めから悪魔と認識されたのではなく、後の串刺し公としてのヴラド3世のイメージからDraculaが「悪魔の子」と先に解釈され、その父ドラクルにまで飛び火して「悪魔公」と呼ばれたものと思われる。
このイメージは後述のように、吸血鬼ドラキュラ伯爵へと発展していく。

## 治世

### 冷徹な統治

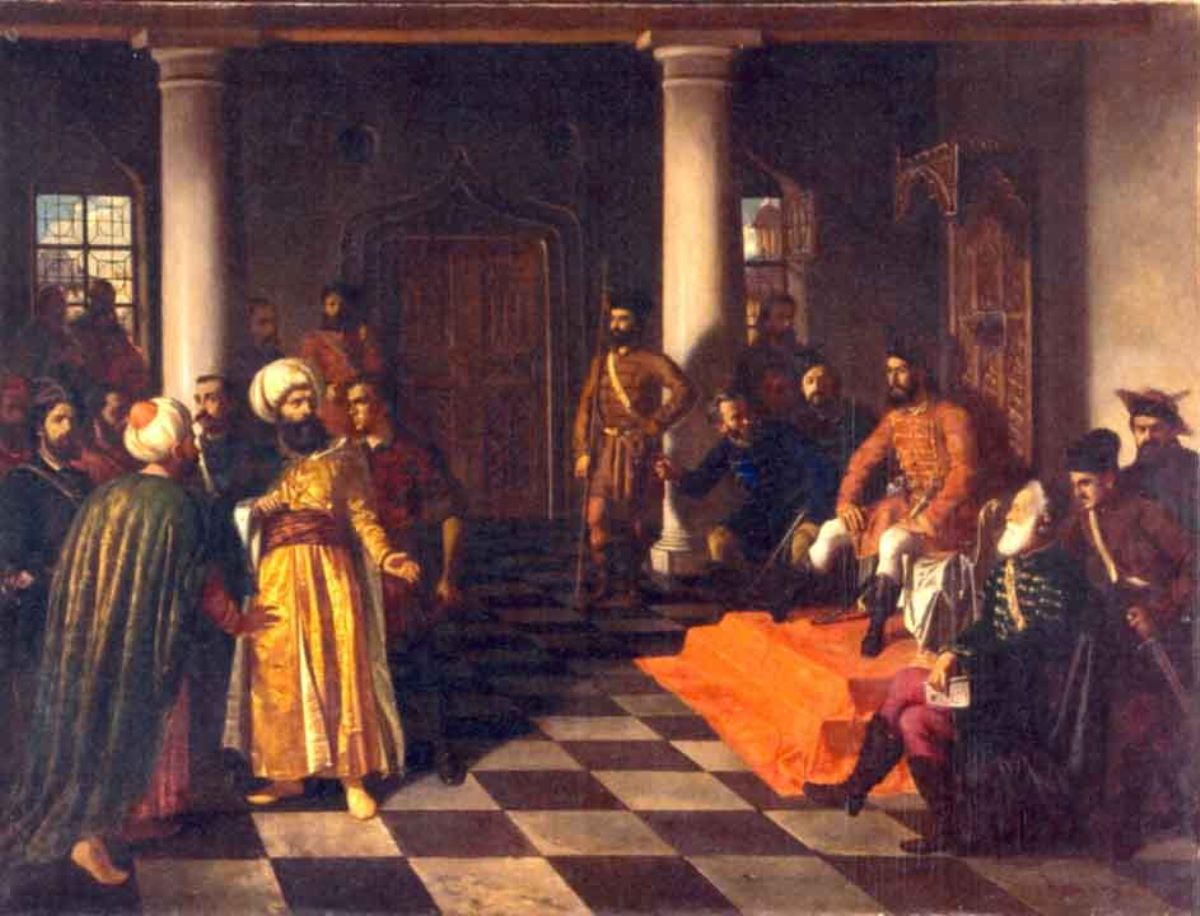
オスマン帝国の使者とヴラド公（19世紀、テオドール・アマン画）

ワラキアは元々土着の豪族による連合政権といった色合いが強かった。ヴラドの祖父であるミルチャ老公は公権を強化したが、彼の死後、息子たちと彼の異母兄であるダン1世の系統（ダネシュティ家）との間の公位争いが激化した。有力な貴族の合議によってたびたび君主が入れ替わったことでその権威は失墜。かわって、貴族勢力の専横が著しくなった。また近隣にオスマン帝国、ハンガリー、ポーランドといった列強が存在し、それらからの干渉も受けた。ヴラドもオスマンやハンガリーの思惑で即位したが、その中にあって君主に権力を集め、中央集権化を目指したとされる。
伝承によれば、ヴラドは有力貴族を招待して酒宴を開き、油断した貴族らを皆殺しにしたという。また治安維持や病気流行の抑止として貧者や病人、ロマ（ジプシー）を建物に集めて火を放ったという。また次のような伝承もある。オスマン帝国からの使者がヴラドに謁見する際、帽子を被ったままであった。なぜ帽子を取らないのかと問うと、トルコの流儀であると応えた。ヴラドはならばその流儀を徹底させてやると言い、帽子ごと使者の頭に釘を打ち付けたという。
治安を図る尺度として公共の泉に金の杯を置きそれが盗難にあうかで判断したという。

### オスマン帝国との戦い

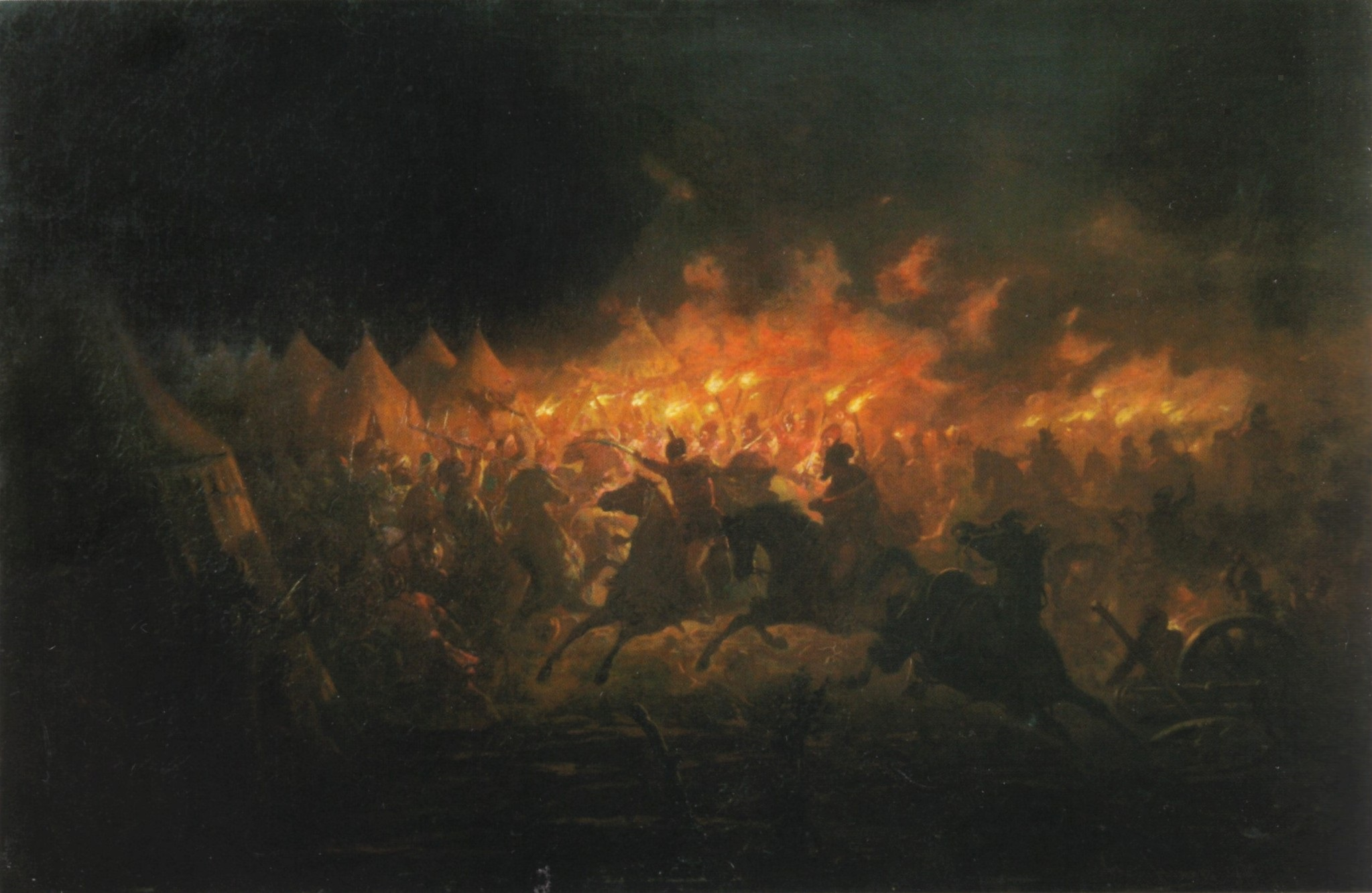
オスマン帝国とヴラド公の闘い（19世紀、テオドール・アマン画）

ヴラドが生まれた時代は、オスマン帝国の攻勢によってルーマニアやハンガリーが圧迫を受け、その勢力に呑み込まれていく過程にあった。ヴラドは勇猛で軍略に優れ、オスマン帝国に対してよく抗戦し、近年ではシュテファン大公、ミハイ2世勇敢公と共にルーマニアを守った英雄とされる。
小国ワラキアが長年にわたってオスマン帝国の侵略に抵抗できたのは、オスマン帝国内部の紛争の他、直轄軍の存在や積極的な焦土作戦の採用がある。たび重なる戦勝にヨーロッパは沸き立ち、ヴラドが正教徒であるにもかかわらず、ローマ教会関係者から賞賛の声が届くほどであった。

### ハンガリーでの幽閉
ポーランドとハンガリーは、東方のカトリック大国として十字軍を送るべしという有形無形の重圧を、西欧諸国やローマ教会から受けていた。しかし、両国共に内部に反乱分子を抱えて不安定な情勢にあり、またヴァルナ十字軍を始めとする対オスマン帝国戦争のたび重なる失敗もあり、十字軍を回避しようと画策していた。その一方で、正教国家とはいえワラキア、モルダヴィア、アルバニアなどの小国がオスマン帝国に善戦している状態で手を引くわけにはいかなかった。
このためハンガリー王マーチャーシュ1世は、1462年にヴラドをオスマン帝国に協力していたという罪で捕らえ、幽閉した。この突拍子もない罪状を世間に受け入れさせるため、マーチャーシュはヴラドの様々な悪行を誇張・捏造して書かせ、パンフレットにして各国に配布した。曰く、「ヴラドは人を無差別に殺し血肉を食らって晩餐を開いた」「ヴラドは田畑を燃やして農民を飢えさせた」。これには発明されたばかりの印刷技術が用いられた。
しかし、対トルコ戦の英雄であるヴラドの幽閉は、諸外国への配慮もあってやがて緩やかになり、一等の城を与えられ、監視付きではあったが出歩くことも許された。マーチャーシュと共に宴会に出席したこともあった。また、この幽閉中にマーチャーシュの妹と結婚した。

## 子孫
ヴラドは唯一の嫡出子・ミフネア悪党公の他、数人の子を持った。直系男子は6代の子孫で断絶した。
2006年にドラキュラ城が国から王家の子孫に返還されるという報道があった。この子孫はヴラドの一族とは異なる、後に成立したルーマニア王家（ワラキアやモルダヴィアが合同したルーマニア王国）の子孫であるため、ドラキュラ城と呼ばれるブラン城の城主の子孫ではあるが、ヴラドとの関係は極めて薄い。
2007年に「ドイツ在住のドラキュラの子孫が死去した」と報じられた。ドラキュラの子孫として報じられたオトマル・ロドルフェ・ヴラド・ドラキュラ・プリンツ・クレツレスコは、ヴラドの子孫である女性の養子であり、家系上はヴラドと連なるものの、血縁はない。
2012年にルーマニアの観光キャンペーンのビデオ内で、イギリス王室のチャールズ3世（当時皇太子）が、ヴラドの子孫であると名乗っている。

## 評価

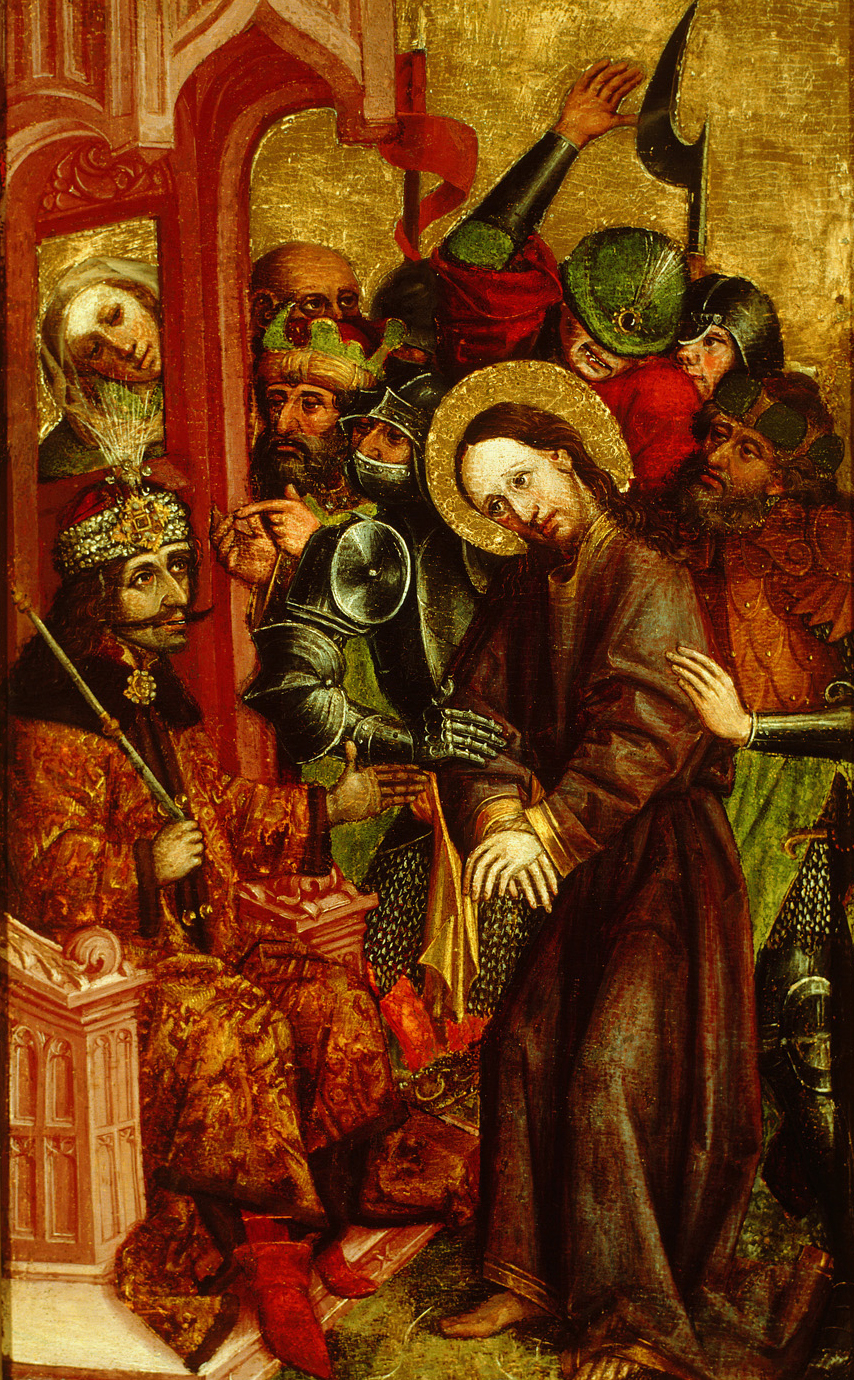
イエスを非難するピラトがヴラド公の容貌で描かれている（1463年の画）

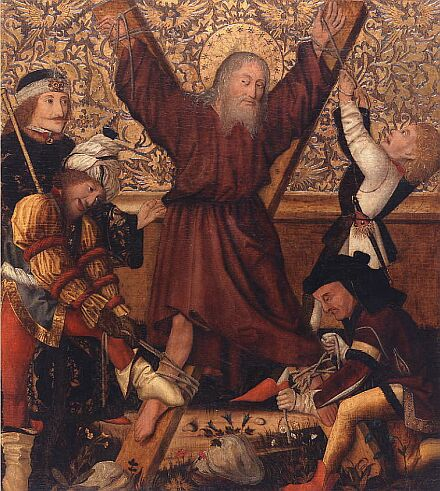
聖アンドレアスを処刑するローマ帝国属州総督がヴラド公の容貌で描かれている（1470年から1480年頃の画）

ヴラドの人物像には、前述のマーチャーシュ王のプロパガンダやそれを基にした逸話が多く混ざっているため、正確なことはわかっていない。
パンフレットの亜種と思われるものが数種類見つかっているが、西欧のものと、東欧で発見されたものには内容の相違がある。東欧では、ヴラドの改宗については非難しているものの、貴族を串刺しにしたり、病人を焼き殺したりした点についてはむしろ治安維持の観点などから肯定的に書かれており、西欧版に存在した悪行のいくつかが削除されている。このことから、東欧においては対オスマン帝国戦争の英雄として積極的に肯定しようとしていたことが窺える。
また、ヴラド公の容貌は、聖書画の中で「悪役」のモデルにもされた。

## ドラキュラ

### 吸血鬼伝説との関係
「残酷」で知られたヴラドは、後世になって吸血鬼伝承と合体し、アイルランドの作家ブラム・ストーカーによって小説『吸血鬼ドラキュラ』に登場するドラキュラ伯爵のモデルとされた。
ただし、英語などで吸血鬼を意味するヴァンパイア (vampire) はスラヴ語の「ヴァンピール」 (вампир / vampir) が基になっており、中欧からバルカン半島にかけて、セルビア人などのスラヴ系民族の間で言い伝えられたと考えられている。ルーマニア人はスラヴ系ではないため、トランシルヴァニア地方が吸血鬼の発祥地とされることもあるが、それはあくまで創作によるものとする説もある。
ヴラドはドラキュラ伯爵のモデルの一人ではあるが、小説の中には「ヴラド」の名は出てこない。にもかかわらず、ドラキュラ伯爵のモデルがヴラドであることが有名になるにつれ、この小説を原作とした作品（映画、演劇の他、コンピュータ・ゲームなど）では、本来原作には登場しないヴラドという名が、伯爵の本名であると設定されることも多くなった。また、伯爵の過去のエピソードとして、史実のヴラドが体験した内容をアレンジして付加していることもあるなど、史実のワラキア公ヴラドがその後吸血鬼と化した、という設定の作品も存在する。

### ドラキュラ城
現在、ブラン城がドラキュラ城として知られるが、この城は、ドイツ騎士団が創建し、ドラキュラ公ヴラド3世の祖父にあたるミルチャ老公が14世紀に居城としたもので、ヴラド自身は一時期とどまったに過ぎないといわれる。ヴラドの本拠地と宮殿は、ブカレストの北西ワラキア領内のトゥルゴヴィシュテにあった。また、ヴラドと所縁の深いポエナリ城もモデルとされているが、ストーカーがこの城について知っていたという話はない。
作品のモデルとなった城は『 The Essential Dracula 』という本の中で、作者の Clare Haword-Maden はブラム・ストーカーが招かれたことがあるイギリスにあるスレインズ城から着想を得たと見解を述べている。

## ヴラドを直接題材としたフィクション
歴史上のヴラド3世を直接的に題材としたフィクションとして、以下の作品が挙げられる。
- 小説
  - 篠田真由美『ドラキュラ公―ヴラド・ツェペシュの肖像』講談社、1994年（後に文庫化、1997年）。
  - 菊地秀行『夜叉姫伝』祥伝社、1989年。主人公の強敵として立ちはだかる。
- 漫画
  - 大窪晶与『ヴラド・ドラクラ』
  - 藤子・F・不二雄「ドラキュラの館」(『T・Pぼん』)
  - 小西幹久『リィンカーネーションの花弁』月刊コミックブレイド（休刊に伴い月刊コミックガーデンに移籍）、2014年から連載中。罪人格の一人として登場。
  - 桜井海『神とよばれた吸血鬼』（『ガンガンONLINE』、2014年 - 2017年）。主人公は吸血鬼のヴラドで、昔の別の呼び名が「串刺し公ヴラド」であると作中で明かしており[10]、君主のような姿も描かれている[11]。
- 映画
  - 『ドラキュラZERO』（2014年）。ヴラド3世の史実に小説『吸血鬼ドラキュラ』の内容を織り交ぜた映画。
- 演劇
  - 『アナタを幸せにする世界の伝説シリーズvol.2霧の中のノスフェラトゥ〜ドラキュラ伝説〜』(2021年)
  - 『黒の王』（2020年）